# Ettore Nadalini
Ettore Nadalini (San Lazzaro di Savena, 16 ottobre 1853 – San Lazzaro di Savena, 5 settembre 1943) è stato un politico italiano.

## Biografia
Esponente dell'Associazione liberale bolognese, fu per molti anni consigliere comunale a Bologna, ricoprendo anche la carica di assessore. Dopo le dimissioni del sindaco Alberto Dallolio il 1º luglio 1902, presiedette l'amministrazione comunale in qualità di assessore anziano fino al 6 ottobre 1902.
Dal 28 luglio 1911 al 3 gennaio 1914 fu sindaco di Bologna. Dal 1915 al 1926 fu presidente del Consiglio dell'Ordine degli avvocati e di varie opere pie.
A lui è stata dedicata a Bologna una via.